# لوون بوغوسیان
لوون رافائلی بوغوسیان (ارمنی: Լեւոն Ռաֆայելի Պողոսյան؛ زادهٔ ۱۳ مارس ۱۹۵۵) یک مهندس برق و سیاستمدار اهل ارمنستان است که از تاریخ ۲۰۰۳ تا تاریخ ۲۰۰۷ سمت نمایندگی دوره سوم مجلس ملی جمهوری ارمنستان را برعهده داشت.

## زندگی‌نامه
در ۱۳ فوریهٔ ۱۹۵۵ در ایروان به دنیا آمد و از دانشگاه ملی پلی‌تکنیک ارمنستان فارغ‌التحصیل شد. 